# Vox populi vox Dei
Vox populi vox Dei ([ˈvɒks ˈpɒpuli ˈvɒks ˈdeɪ.i]) — латинський вираз, перекладається як «голос народу — голос Божий».
Термін «Vox populi» часто вживається на телебаченні для позначення опитувань громадської думки з різних актуальних питань.

## Історія
Уявлення про божественне походження чуток можна знайти вже у поемах Гомера, де вони називаються «вісниками Зевса». Гесіод у поемі «Праці і дні» пише: 
Жодні чутки, які можна почути з вуст багатьох людей, не пропадають: вони самі є деяке божество
. У римській літературі цю думку можна зустріти у Сенеки Старшого, який приводить його як висловлювання викладача риторики Романа Гіспіона: «лат. Crede mihi, sacra populi lingua est — Вір мені, священною є мова народу».
Широку популярність вислів «Vox populi vox Dei» («Голос народу — голос Божий») здобув у Середньовіччя. Авторство крилатого виразу часто хибно приписується англійському історику XII століття Вільяму Мальмсберійському.
Інше загальновідоме вживання виразу знаходимо в посланні відомого вченого VIII століття Алкуїна до майбутнього імператора Карла Великого. Лист датується 798 роком і містить таку фразу:
|  | І людям не потрібно прислухатися до тих, хто говорить, що глас народу є гласом Божим, бо збудливість натовпу завжди межує з божевіллям. Оригінальний текст (лат.) Nec audiendi qui solent dicere, Vox populi, vox Dei, quum tumultuositas vulgi semper insaniae proxima sit |

Прислів'я «Vox populi vox Dei» у своїх творах вживали Пушкін,  Салтиков-Щедрін, Достоєвський, Гюго, Ромен Роллан, Карл Маркс, Бальзак та багато інших.
В. А. Ушаков у примітці до Третьої дії комедії «Горе з розуму» Грибоєдова пише так про вираз «Vox populi vox Dei»:
|  | Цей вираз у древніх оцінював гідність усілякого правління, посилаючись на вдячність чи на нарікання цілої нації. У російському перекладі воно використовується для подальшого поширення найбезглуздіших пересудів, наклепу, огидних здогадів про ближнього і тому подібних занять нероб. Оригінальний текст (рос.) Это выражение у древних оценяло достоинство всякого правления, ссылаясь или на благодарность, или на ропот целой нации. В русском переводе оно употребляется для дальнейшего распространения самых глупых толков, клеветы, гнусных догадок на счет ближнего и тому подобных занятий праздных людей. (В. А. Ушаков, Московский бал. Третье действие из комедии «Горе от ума» (примечание)) |

Звичайною практикою на сучасному телебаченні є опитування випадкових людей прямо на вулиці. Цей підхід цікавий своєю спонтанністю і широким спектром представлених думок. Подібні інтерв'ю у журналістському середовищі (принаймні, англомовному) прийнято називати vox pop (скорочення від Vox Populi). В американській журналістиці існує термін англ. man on the street interview — інтерв'ю з людиною з вулиці. У зв'язку з тим, що результати подібних опитувань є непередбачуваними, вони піддаються ретельному редагуванню і рідко транслюються в прямому ефірі. Багато в чому настільки строгий підхід обумовлений журналістською етикою, яка передбачає рівне представлення всіх наявних точок зору, з метою уникнути закидів у необ'єктивному висвітленні питання.
У японській газеті «Асахі Сімбун» з 1904 року існує щоденна колонка 天声人語, назва якої перекладається як «Голос народу — голос божий». У колонці друкуються новини і соціально значимі події.

## Приклади використання виразу Vox Populi
- 7 березня 1907 року в науковому журналі «Nature» була опублікована стаття під заголовком «Vox Populi», автором якої виступив сер Френсіс Гальтон. У ній знаменитий вчений на основі математичного аналізу доводив «мудрість мас»[6].
- У фільмі 1976 Телемережа (англ. Network), що пародіює американське телебачення, один з розділів «Шоу Говарда Біла» називався Vox Populi. Попри те, що цей факт лише побіжно згадується у фільмі, глядач очевидно розумів, що мова йде про поширених практиці опитувань громадської думки.
- На телеканалі НТВ у кінці 1990-х — початку 2000-х існувала телепрограма Глас народу, яка мала високий рейтинг (ведучий — Савік Шустер). У її заставці звучало латинське прислів'я.
- «Vox Populi» — назва програми на австралійському телеканалі SBS.
- Звучить у розмові між персонажами в одній із серій популярного телесеріалу «Західне крило» (англ. The West Wing).
- Використовується у вступній промові головного героя кінофільму 2006 «V означає Вендетта».
- Згадується Елсвортом Тухі, одним з персонажів філософського роману американської письменниці Айн Ренд «Джерело» (англ. Fountainhead).
- Vox Populi — казахстанський суспільно-економічний журнал про Казахстан, Євразію та світ, видавцем і власником якого є Інститут Економічних Стратегій — Центральна Азія[7].
- Альбом This is War альтернативного рок-гурту 30 Seconds to Mars містить пісню під назвою Vox Populi.
- Назву «Vox Populi» мають данський[8], бразильський[9], іспанський[10] і філіппінський[11] фільми
- «Vox Populi» називається одна з пісень з альбому «Nation» гурту Sepultura.

## Приклади використання виразу Vox Dei
Назву «Vox Dei» носять аргентинський і гватемальський рок-гурти.